# Royal Excelsior Mouscron
Royal Excelsior Mouscron foi um clube de futebol da Bélgica, com sede na cidade de Mouscron.

## História
Surgiu em julho de 1964 como Excelsior Mouscron, resultado da fusão entre Stade Mouscron e ARA Mouscron. Em agosto, inclui o Royal em sua nomenclatura. Em 1990, junta-se a outro clube local, o Rapid Club Mouscron, mas continua com o nome original.
Estreia na Primeira Divisão belga em 1996, após vencer os playoffs de acesso. Os problemas financeiros começariam a afetar o clube a partir da temporada 2004-05, quando o presidente Jean-Pierre Detremmerie, que também era prefeito de Mouscron, decide abandonar o cargo, dando lugar a Edward Van Daele. Jogadores com salários altos, como Michał Żewłakow, Franky Vandendriessche, Geoffrey Claeys, Koen De Vleeschauwer e Alexandre Teklak, deixaram o clube para aliviar o caixa do Excelsior Mouscron.
Porém, em 2009, a crise se instalou de vez na equipe, que mesmo com ajuda financeira do Manchester City, não conseguiu manter a situação estável. O clube chegou a declarar greve em dezembro, e se recusou a disputar um jogo do Campeonato Belga contra o Kortrijk. Após o terceiro WO consecutivo, o Excelsior Mouscron foi excluído do Campeonato e seus resultados anulados.